# Hito nacional Pingo

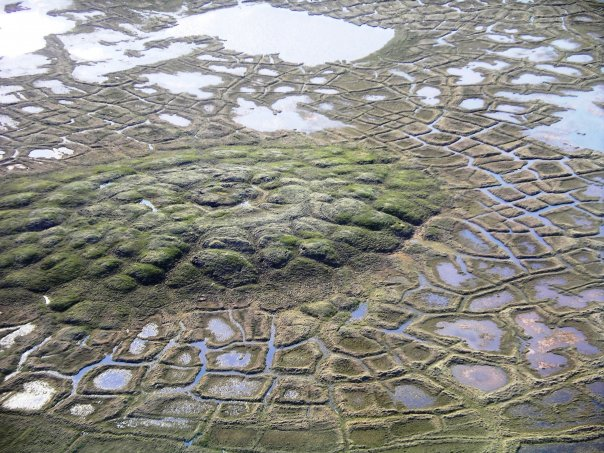
Vista aérea de la zona de los pingos, donde se observa el dibujo de los polígonos de tundra, las cuñas de hielo congeladas que al descongelarse muestran una red de lagunas y canales de agua.

El hito nacional Pingo (a veces traducido como monumento nacional Pingo) (en inglés, Pingo National Landmark) es un área natural protegida de Canadá, situada en los Territorios del Noroeste, caracterizada por sus pingos. En una región bastante llana cercana al mar de Beaufort, los pingos dominan el horizonte, pasando de 5 a 36 m, en diversas etapas de crecimiento y colapso. El pingo Ibyuk, el más alto de Canadá y segundo más alto del mundo, sigue creciendo cerca de 2 cm por año.

## Otras características
Además de pingos, el área protegida tiene un excelente ejemplo de hielo masivo («massive ice»), una sección de agua subterránea congelada de más de 500 metros de largo y 10 m de altura, parte de una ladera erosionada por el mar. Otros lechos de hielo menos visibles en la región tienen más de 40 m de espesor. Este tipo de hielo se encuentra en forma de permafrost y puede tener cientos de años de antigüedad.
En la zona se pueden encontrar otras características propias de un ambiente de permafrost, incluidas las cuñas de hielo («wedge ice»), masas verticales de hielo que se forman por la congelación del agua acumulada en las grietas del terreno producidas por la contracción debido al frío extremo. Cuando las cuñas de hielo se conectan entre sí pueden formar verdaderas redes «polígonos de tundra» («tundra polygons»), que son claramente visibles en el hito nacional Pingo.

## Establecimiento del hito nacional
La zona ha sido lugar de estudio de algunos científicos desde hace más de 50 años y su investigación ha sido la base que permite la comprensión actual sobre el origen y el crecimiento de los pingos. La región se identificó por primera vez como un sitio de importancia nacional en 1978 y se propuso el estatus de hito («landmark»). La legislación que lo estableció fue aprobada en 1984 y se conoce como Acuerdo Final de Inuvialuit («Inuvialuit Final Agreement») (oficialmente, «Western Arctic (Inuvialuit) Claims Settlement Act»). Permitió la gestión cooperativa del hito entre el Gobierno de Canadá, la Administración de Tierras Inuvialuit («Inuvialuit Land Administration») y el pueblo de Tuktoyaktuk. Se reservaron los derechos de explotación del subsuelo para los Inuvialuit, y se acordó la jurisdicción federal de la superficie, y que los pingos serían preservados.

## Visitas
Actualmente, no hay instalaciones para visitantes en el monumento, pero el Servicio de Parques Nacionales está trabajando con grupos locales en el desarrollo de un sendero interpretativo. Algunos operadores turísticos locales proporcionan un acceso guiado al sitio, que es más fácil en barco. También ofrecen paseos, pero no importa cómo los usuarios accedan al sitio, el clima del Ártico y los diversos niveles de agua pueden obligar a un cambio de planes y una ruta alternativa de regreso.